# Patricia Maria Țig
Patricia Maria Tig (Caransebeș; 27 de julio de 1994) es una jugadora de tenis rumana.
Su mejor clasificación en la WTA fue la número 56 del mundo, que llegó el 26 de octubrel de 2020. En dobles alcanzó número 155 del mundo, que llegó el 14 de noviembre de 2016. Hasta la fecha, ha ganado doce individuales y cuatro títulos de dobles en el ITF tour.

## Títulos WTA (1; 1+0)

### Individual (1)
| Leyenda                    |
| -------------------------- |
| Grand Slam (0)             |
| Juegos Olímpicos (0)       |
| WTA Tour Championships (0) |
| Premier Mandatory (0)      |
| Premier 5 (0)              |
| Premier (0)                |
| International (1)          |

| N.º | Fecha                    | Torneo   | Superficie    | Oponente en la final | Resultado        |
| --- | ------------------------ | -------- | ------------- | -------------------- | ---------------- |
| 1.  | 13 de septiembre de 2020 | Estambul | Tierra batida | Eugénie Bouchard     | 2-6, 6-1, 7-6(4) |

#### Finalista (2)
| N.º | Fecha               | Torneo   | Superficie    | Oponente en la final | Resultado     |
| --- | ------------------- | -------- | ------------- | -------------------- | ------------- |
| 1.  | 2 de agosto de 2015 | Bakú     | Dura          | Margarita Gasparyan  | 3-6, 7-5, 0-6 |
| 2.  | 21 de julio de 2019 | Bucarest | Tierra batida | Elena Rybakina       | 2-6, 0-6      |

### Dobles (0)
| Leyenda                    |
| -------------------------- |
| Grand Slam (0)             |
| Juegos Olímpicos (0)       |
| WTA Tour Championships (0) |
| Premier Mandatory (0)      |
| Premier 5 (0)              |
| Premier (0)                |
| International (2)          |

#### Finalista (2)
| N.º | Fecha                 | Torneo     | Superficie    | Pareja           | Oponentes en la final            | Resultado        |
| --- | --------------------- | ---------- | ------------- | ---------------- | -------------------------------- | ---------------- |
| 1.  | 19 de julio de 2015   | Bucarest   | Tierra batida | Andreea Mitu     | Oksana Kaláshnikova Demi Schuurs | 2-6, 2-6         |
| 2.  | 22 de octubre de 2016 | Luxemburgo | Dura (i)      | Monica Niculescu | Kiki Bertens Johanna Larsson     | 6-4, 5-7, [9-11] |